# Діна Літовська
Діна Літовська (англ. Dina Litovsky, нар. 17 грудня 1979, Донецьк, Україна) — фотографиня українського походження, з 1991 року живе в Нью-Йорку.

## Раннє життя та освіта
Діна Літовська народилася в Донецьку, Україна. У 1991 році вона переїхала до Нью-Йорка, де вивчала психологію в Нью-Йоркському університеті. У 2010 році отримала диплом магістра з фотографії у Школі візуальних мистецтв у Нью-Йорку.

## Фотографія
Її роботи були представлені в The New York Times, National Geographic, New York Magazine, Photo District News (PDN), Esquire, The New Yorker, Wired тощо.
Літовська була обрана для перегляду PDN 30 New and Emerging Photographers у 2014 році. У 2020 році Літовська отримала премію Наннена, німецьку нагороду за документальну фотографію.
Роботи Літовської можна охарактеризувати як візуальну соціологію та як документальне оформлення «соціальної динаміки американської культури». Вона часто зосереджується на субкультурах та ідеї дозвілля.
Її серіал «Темне місто» — це кінематографічний портрет Нью-Йорка під час пандемії COVID-19 під впливом Едварда Хоппера. Цю роботу описали як «Фотографії дезорієнтованого Нью-Йорка в умовах самоізоляції».
«Відпочинок амішів» розповідає про мандрівників амішів і менонітів, які повертаються в Сарасоту, штат Флорида. Meatpacking розповідає про сексуальну політику нью-йоркського району Meatpacking. «Fashion Lust» — це тиждень моди за кулісами та в перших рядах у Нью-Йорку, Парижі та Лондоні. Девичник — це інтимний погляд на сучасний ритуал дівич-вечора. «Untag this Photo» стосується впливу камер iPhone та соціальних мереж на публічну поведінку молодих жінок у нічних клубах.